# 丈亭镇
丈亭镇，是中国浙江省宁波市余姚市下属的一个镇，位于余姚市东北部。丈亭镇总面积56平方公里，下辖11个行政村和1个居委会，全镇常住人口3.1万人，外来人口近2万人。

## 行政区划
下辖以下地区：
三江社区、丈亭村、胡界村、凤东村、渔溪村、半岙村、寺前王村、汇头村、汇龙村、龙南村、龙丰村和梅溪村。